# Misterpoort

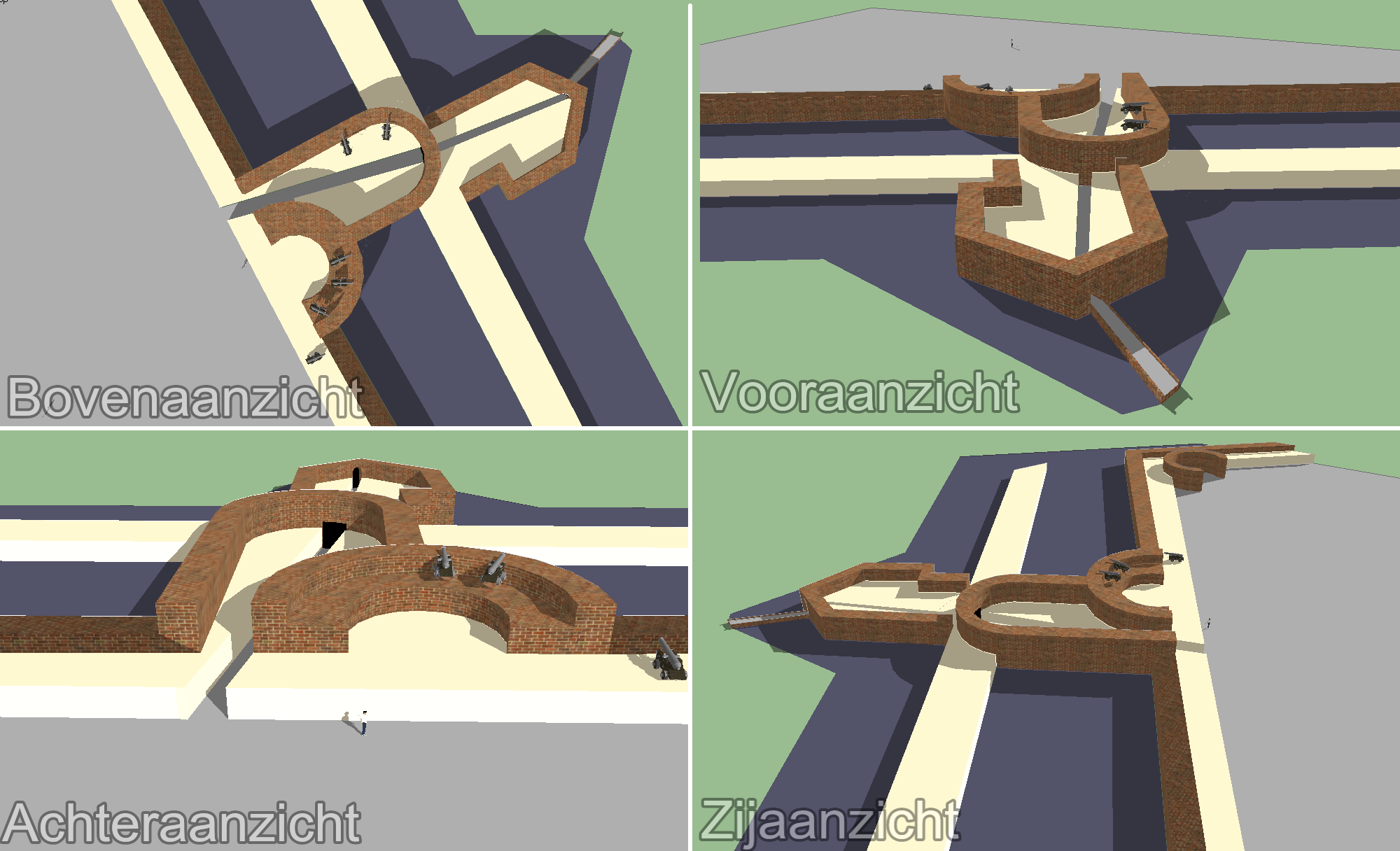
Misterpoort voor 1606

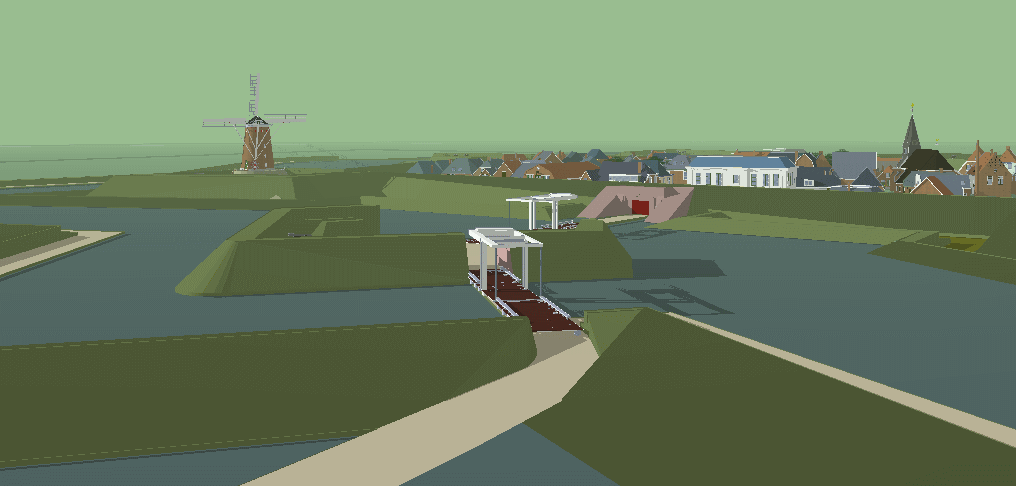
Misterpoort na 1606

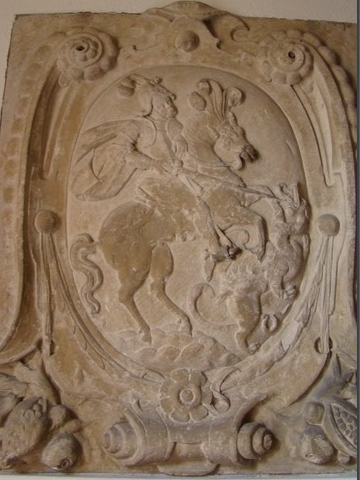
Gevelsteen van de Misterpoort

De Misterpoort is een voormalige stadspoort in Bredevoort, gelegen in de Nederlandse gemeente Aalten in de Gelderse Achterhoek. De poort maakte deel uit van de vestingwerken van Bredevoort. Tegenwoordig herinnert een café-restaurant met deze naam nog aan de oude stadspoort, die haar naam weer dankt aan de weg naar buurtschap Miste.

## Geschiedenis
Na het Beleg van Bredevoort in 1606 werd vanaf eind maart begonnen met de aanleg van vestingwerken naar het ontwerp van de stedenbouwkundige Adriaen Anthonisz van Alcmaer en verdween de middeleeuwse stadsmuur met poorten. De stad werd voorzien van bastions en ravelijnen. De Misterpoort werd vervangen door een gemetseld bouwwerk in de stadswal. Wat bleef was de naam Misterpoort. In 1704 werden er nog verbeteringen aangebracht aan zowel de Misterpoort, als aan de tegenoverliggende Aalterpoort volgens de nieuwste inzichten van die tijd van Menno van Coehoorn. In 1727 werden nog twee nieuwe contrescarpen voor beide stadspoorten aangelegd. Dit werk nam twee jaren in beslag. In 1755 werden de vestingwerken opgeheven door de Raad van State en overgedragen aan de burgerlijke overheid. Enige tijd later, in 1784, bleek tijdens een overheidsinspectie voor de vestingwerken, dat burgers op twee bastions na meer dan de helft van de stadswallen tot aan het maaiveld hadden afgegraven, en de poorten en bruggen hadden gesloopt. Er werden plannen gemaakt om de vestingwerken weer te herstellen met uitbreiding van drie lunetten. Echter, deze zijn nooit meer uitgevoerd.

## Archeologie
In 1963 en 1979 zijn er op de locatie opgravingen geweest. In 1963 was de Rijksdienst voor Oudheidkundig Bodemonderzoek (ROB) aanwezig welke rapporteerde: De funderingsresten bleken met behulp van gemetselde spaarbogen te zijn aangelegd over de vulling van een gracht. Aan de binnenzijde (stadszijde) van de gracht bevonden zich in de taluds de overblijfselen van rechtstandig ingegraven buitengewoon zware eiken posten."
Bij de opgravingen in 1979 werd de aangetroffen muur (met een dikte van 1.70 meter) voorzien van dwarsfunderingen snel afgebroken. Aangetroffen resten zijn wel opgemeten en gefotografeerd door de juist opgerichte lokale Werkgroep Bodemonderzoek ADW. De gevonden resten roepen echter meer vragen dan antwoorden op, en het lijkt onmogelijk te concluderen welke resten uit welke tijdsperiode stammen. Waarschijnlijk is het enige zichtbare overblijfsel van de stadspoort bewaard gebleven in de hal van de Sint-Georgiuskerk. Het betreft hier een gevelsteen met een afbeelding van het schutspatroon van Bredevoort, St. Joris en de draak.
Aalterpoort · Misterpoort · Onversaegt · Orange · Ossenkop · Treurniet · Stoltenborg · Vreesniet · Welgemoed · Grote Gracht · Kleine Gracht